# شرافة مكة
شَرافَة مَكَّة، كانت إمارة شبه سياديَّة يحكمُها شريف مَكَّة، والذي ينحدر من ذُريَّة الحَسَن بن عَلِيُّ بن أبي طالِب حفيد النبيُّ مُحَمَّد، لم تتمتع بالسيادة في معظم سنواتها بل كانت دولة حكم ذاتي تابعة لسلطات ودولات تعاقبت على فرض النُفوذ على المنطقة. تأسست الشرافة نحو سنة 968 حتى عام 1925، ومن سنة 1201 حَكم الشَّرافَة هاشِميُّون من سلالة قُتادة بن إدريس، في سلسلة متوالية من الحُكم المُتوارث دون انقطاع، وذلك حتى عام 1925. كانت الإمارة تُحكم من الأشراف الذين يُدينون بالمذهب الزَّيدي في أوَّل فتراتها، بيد أن القُتاديين تحولوا للمذهب الشَّافِعي في عهد الشَّريف عَجلان بن رميثة.

## التاريخ المبكر
كان يتجنب شرفاء الحجاز المشاركة في الحياة العامة،  ولكن هذا الوضع تغير في النصف الثاني من القرن العاشر مع صعود طائفة القرامطة، التي شنت غارات قبلية نحو العراق وسوريا وجزء كبير من شبه الجزيرة العربية، وقطعت تدفق الحجاج إلى مكة. في عام 930 هاجم القرامطة مكة وسرقوا الحجر الأسود المقدس من الكعبة ما تسبب في إحراج كبير للخليفة العباسي في بغداد، وقد أقنع حاكم مصر أبو المسك كفور القرامطة بإنهاء غاراتهم وإعادة الحجر الأسود إلى مكة مقابل تكريم سنوي، وكإجراء لتعزيز سلامة الحجاج اختار أحد شيوخ الحجاز وقام بتثبيته كأمير لمكة في عام 964.
في عام 1012 أعلن أمير مكة أبو الفتوح الحسن نفسه خليفة، لكنه أُقنع بالتخلي عن لقبه في نفس العام،  وفي 1062 بسط أول حاكم صليحي سيطرته على اليمن كاملة وتوجه شمالًا لاحتلال الحجاز، وقام بتعيين أمراء مكة لفترة من الوقت، وعندما بدأت القوة السنية في الانتعاش بعد عام 1058، حافظ أمير الإمبراطورية المكية على موقف غامض بين الفاطميين وسلاجقة أصفهان، وبعد أن أطاح صلاح الدين الأيوبي بالفاطميين في عام 1171 طمح الأيوبيون إلى إقامة سيادتهم على مكة، ومع ذلك أدت خلافات الأسرة المستمرة إلى فترة خالية من التدخلات الخارجية في الحجاز.
في 1200 تقريبًا استولى قتادة بن إدريس على السلطة واعترف به السلطان الأيوبي كأمير،  واحتفظت سلالته بالإمارة حتى ألغيت في عام 1925،  ولما نجح المماليك في الاستيلاء على الحجاز وجعلوها مقاطعة منتظمة لإمبراطوريتهم بعد عام 1350،  أصبحت جدة قاعدة المماليك لعملياتهم في البحر الأحمر والمحيط الهندي مما دفعها إلى استبدال ينبع كمركز تجاري بحري رئيسي على ساحل الحجاز، ومن خلال التغلب على الهواشم الأمراء الذين كانوا في عداء فيما بينهم، تمكن المماليك من تحقيق درجة عالية من السيطرة على الحجاز.

## العصر العثماني

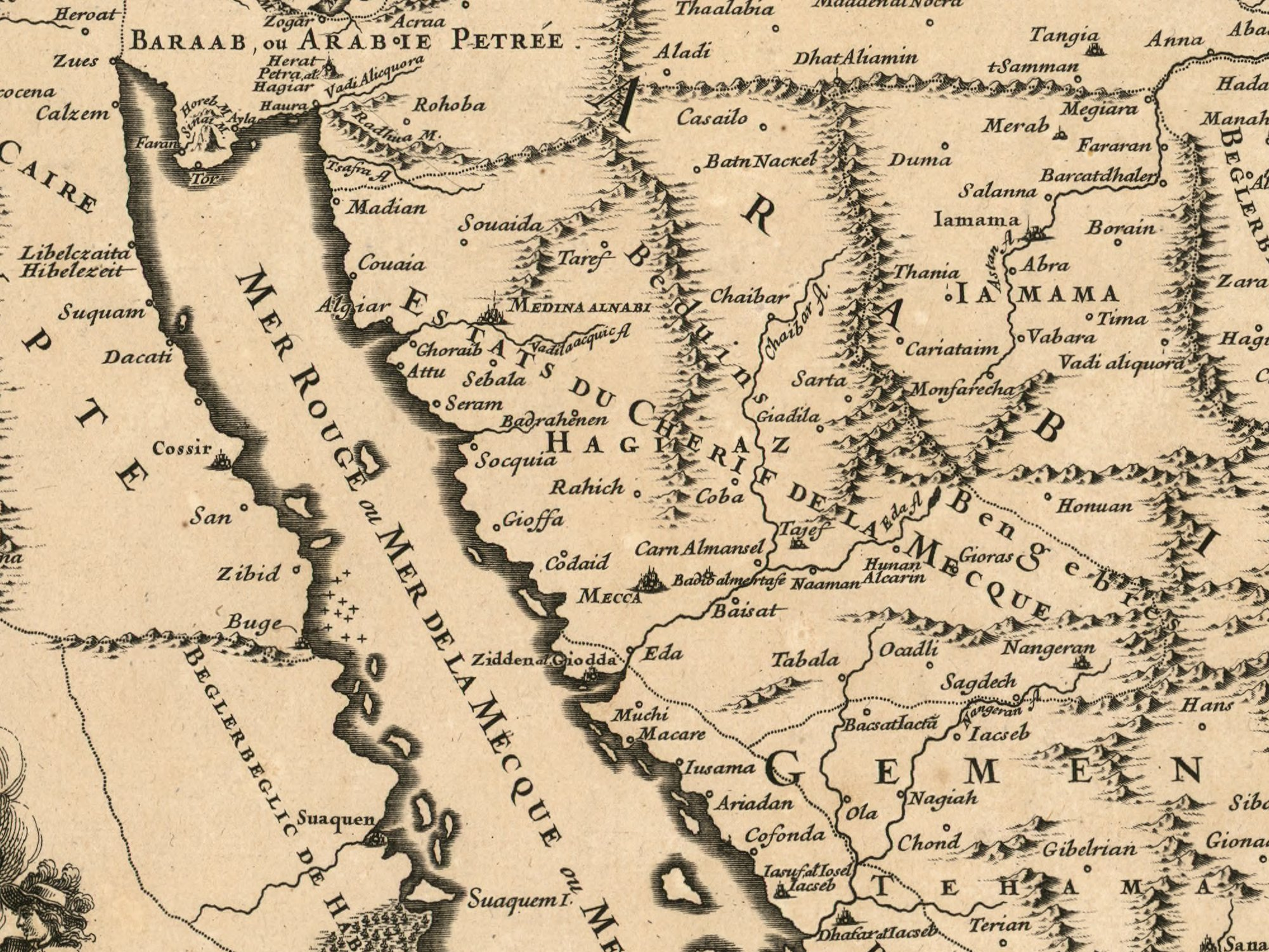
1695 خريطة لشريف مكة

لم تكن الإمارة وراثية خلال الفترة العثمانية، وكانت تدين بخلفيتها للترشيح المباشر من قبل الباب العالي،  وكانت تتمتع بنظام حكم مزدوج على الحجاز في معظم هذه الفترة؛ حيث يتقاسم السلطة الحاكمة الأمير الهاشمي والوالي العثماني، وقد استمر هذا النظام حتى الثورة العربية عام 1916.
وبصرف النظر عن أمراء مكة؛ كانت الإدارة العثمانية في الحجاز في يد الحاكم المصري أولًا ثم حكام جدة، وتحولت إيالة جدة في وقت لاحق إلى ولاية الحجاز مع مكة. 
خلال الجزء الأكبر من القرن التاسع عشر كانت العلا في أقصى شمال الإمارة، بينما كان الحد الجنوبي عادةً الليث وأحيانًا القنفذة، وإلى الشرق لم تمتد إلى أبعد من واحة خيبر،  وكانت أكبر مدنها مكة والمدينة ووجدة. 

### الفترة المبكرة
كانت منطقة الحجاز سابقًا تحت حكم السلطنة المملوكية، حتى هزيمتها واستيلاء العثمانيين عليها في عام 1517،  وفي نفس العام اعترف بركات بن حسن في مكة المكرمة بالسلطة العثمانية وبالسلطان العثماني،  وولاه السلطان في مكانه واليًا للحجاز،  ولم تكن السلطة العثمانية مباشرة؛ حيث تركت السلطة الحقيقية للأمير، وحاز السلطان لقب خادم الحرمين. 
في عام 1630 اجتاحت الفيضانات مكة ودمرت بالكامل الكعبة المشرفة، التي تم ترميمها بحلول عام 1636، وفي عام 1680 غرق حوالي 100 شخص في فيضان آخر في مكة.
في البداية كان العثمانيون يديرون الحجاز تحت حكم إيالة مصر؛  حيث يتم تعيين الأمير من قبل السلطان، مع الأخذ في الاعتبار اختيار الهواشم الأمراء، وكذلك آراء الولاة في مصر ودمشق، وكذلك رأي القاضي في مكة،  وكان أمير مكة دائمًا من الهاشميين،  واستمر هذا الوضع حتى عام 1803 عندما أطاحت الدولة السعودية الأولى بأمير مكة الشريف غالب.

### الدولة السعودية الأولى والسيطرة المصرية
بدأ توسع الدولة السعودية الأولى يشكل تهديدًا على الحجاز، منذ خمسينيات القرن الثامن عشر وما بعده، وقاموا كحركة دينية في الدرعية في نجد، في 1744-1745.  ولم يجد مذهبهم سوى القليل من المتعاطفين في الحجاز،  وقد تمكنوا من الاستيلاء على المدينتين المقدستين في عام 1801،  وفي عام 1803 هاجم الوهابيون بقيادة عبد العزيز آل سعود مكة، وهرب الشريف غالب إلى جدة التي كانت محاصرة بعد ذلك بوقت قصير، وأُعيد الشريف غالب إلى مكة باعتباره تابعًا سعوديًّا.
قاد طوسون باشا الجيش في عام 1811 واحتل المدينة المنورة في عام 1812 ومكة في عام 1813، وبعد وفاته قام إبراهيم باشا، الذي رافق زيارة محمد علي الشخصية إلى الحجاز في عام 1814، بمطاردة الوهابيين في كل من الحجاز ونجد،  وبعد نبأ النصر عيّن محمود الثاني إبراهيم باشا حاكم جدة وحابس، وكان الحاكم الاسمي للحجاز نيابة عن العثمانيين من عام 1811 إلى عام 1840،  وتم طرد الوهابيين من الحجاز في عام 1818، عندما تمكن محمد علي باشا من قبل حاكم مصر آنذاك من تحقيق النصر النهائي،  ثم سقط الحجاز تحت هيمنته،  وأجبرت اتفاقية لندن لعام 1840 محمد علي على الانسحاب من الحجاز. 

### ولاية الحجاز

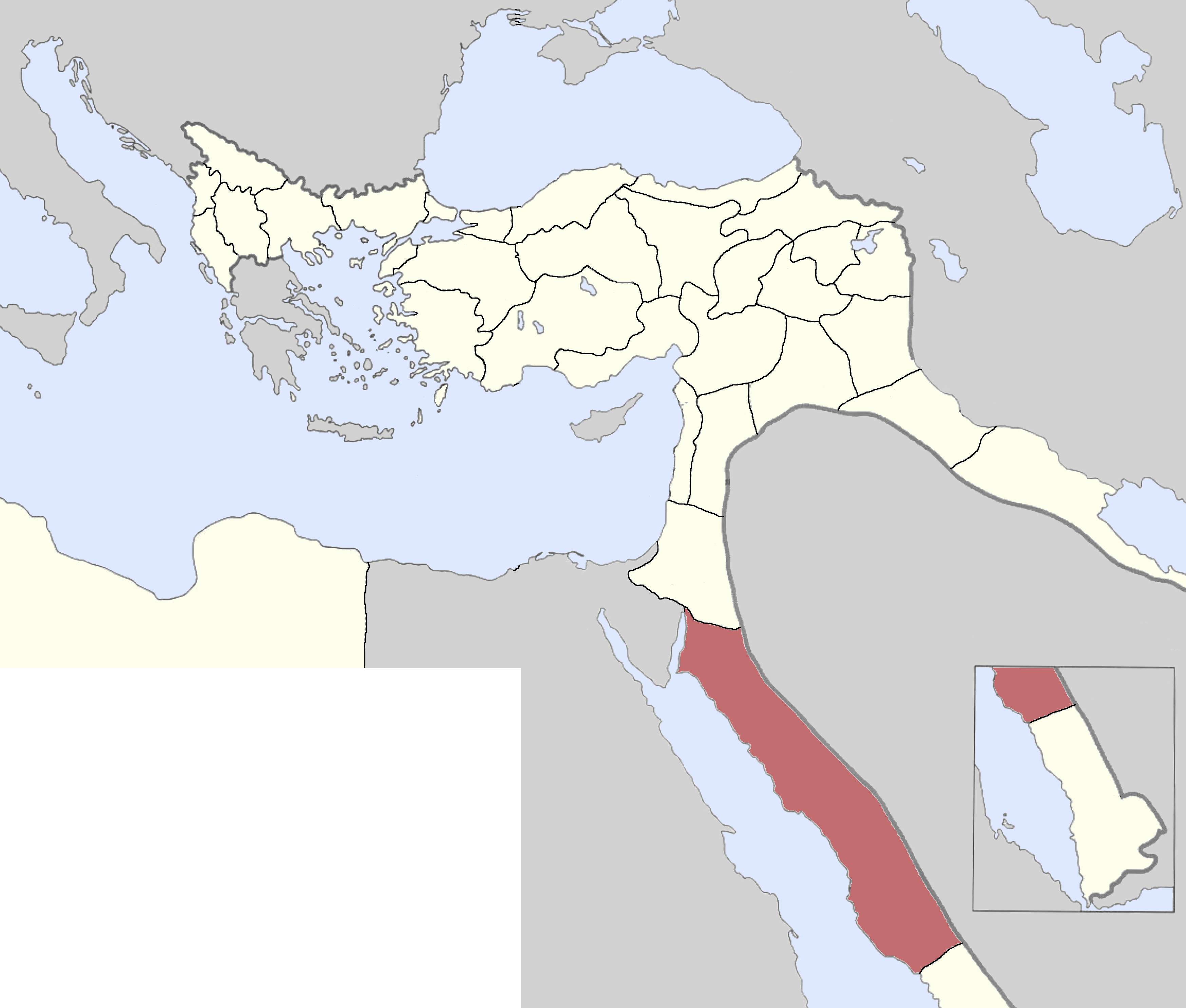
بعد عام 1872، كانت الشرافة متلازمة مع ولاية الحجاز.

بعد استعادة العثمانيين السيطرة على الحجاز وإعادة هيكلة الإدارة المحلية تم تنظيمها باسم ولاية الحجاز،  وأدى ذلك إلى إنشاء كيانين سياسيين وإداريين متوازيين: الإمارة والولاية،  وبعد أن بدأ المحافظ الإقامة في مكة كانت الإمارة تقع في نطاق سلطة الولاية القضائية، ما أدى إلى حالة من الحكم المزدوج. 
في وقت مبكر من عام 1880 كان هناك حديث عن الاحتلال البريطاني للحجاز بدعم من الأشراف،  كما تحدى البريطانيون خلافة السلطان بزعم أنه يتعين على بريطانيا تعيين الأمير؛ حيث حكم أكثر من أربعة أضعاف عدد المسلمين مثل العثمانيين. 

## مملكة الحجاز
في 23 ديسمبر 1925 استسلم الملك علي للسعوديين، مما أدى إلى نهاية مملكة الحجاز وشرافة مكة.

## قائمة الشريفين
قائمة جزئية لشريف مكة:
- جعفر بن محمد الحسني (967–980)
- عيسى بن جعفر (976/977–994)
- أبو الفتوح الحسن بن جعفر (994–1010)
- شكر بن الحسن بن جعفر (1010–1012)
- أبو الطيب داود بن عبد الرحمن (1012–1039)
- محمد بن عبد الرحمن بن أبي الفاتك (1039 - 1048)
- وهاس بن أبو الطيب داود بن عبد الرحمن (1048–1058)
- حمزة بن وهاس (1058 - 1062)
- أبو الهاشم بن محمد (1063–1094)
- قاسم بن أبي هاشم (1094–1123)
- فليتة بن قاسم (1123 – 1133)
- هاشم بن فليته (1133–1155)
- قاسم بن هاشم (1155–1161)
- عيسى بن فليتة (1161 – أغسطس/سبتمبر 1162)
- قاسم بن هاشم (أغسطس/سبتمبر 1162)
- عيسى بن فليتة (أغسطس/سبتمبر 1162 – حوالي 30 سبتمبر 1170)
- مالك بن فليته (? – ?)
- عيسى بن فليتة (حوالي 30 سبتمبر 1170 – حوالي 5 مارس 1175)
- داود بن عيسى (حوالي 5 مارس 1175 – حوالي 5 فبراير 1176)
- مكثر بن عيسى (حوالي 5 فبراير 1176 – حوالي 3 يوليو 1176)
- داود بن عيسى (يوليو 1176 – 1176/77)
- مكثر بن عيسى (1176/77 – ?)
- داود بن عيسى (? – 1191/92)
- مكثر بن عيسى (1191/92 – 1201)
- قتادة بن إدريس (1201–1220)
- حسن بن قتادة (1220–1241)
- أبو سعد الحسن (1241–1254)
- أبو نمي بن أبي سعد (1254–1301)
- رميثة بن محمد (1301–1346)
- عجلان بن رميثة (1346–1375)
- فارغ
- الحسن الثاني (1394–1425)
- بركات بن حسن (1425–1455)
- محمد بن بركات (1455–1497)
- بركات الثاني بن محمد (1497–1525)
- محمد أبو نمي الثاني (1525–1583)
- الحسن بن محمد أبو نمي (1583–1601)
- إدريس بن حسن(1601–1610)
- محسن بن حسين (1610–1628)
- أحمد بن عبد المطلب (1628–1629)
- مسعود (الأول) بن إدريس (1629–1630)
- عبد الله بن حسن (1630–1631)
- زيد بن محسن (1631–1666)
- مشتركة بين سعد بن زيد (1666–1672); احمد بن زيد (1669–1671); محسن بن أحمد (1667–1668); حمود بن عبدالله بن حسن (1670)
- بركات الثالث بن محمد (1672–1682)
- إبراهيم بن محمد (1682)
- سعيد الأول بن بركات (1682–1683)
- أحمد بن زيد (1684–1688)
- مشتركة بين أحمد بن غالب (1688–1690) ومحسن بن أحمد (1689–1690)
- محسن الثاني بن حسين (1690–1691)
- سعيد الثاني بن سعد (1691–1694)
- سعد بن زيد (1693–1694)
- عبدالله الثاني بن هاشم (1694)
- سعد بن زيد (1694–1702)
- سعيد الثاني بن سعد (1702–1704)
- عبد المحسن بن أحمد (1704)
- عبد الكريم بن محمد (1704–1705)
- سعيد الثاني بن سعد (1705)
- عبد الكريم بن محمد (1705–1711)
- سعيد الثاني بن سعد (1711–1717)
- عبدالله الثالث بن سعيد (1717–1718)
- علي بن سعيد (1718)
- يحيى الأول بن بركات (1718–1719)
- مبارك بن أحمد (1720–1722)
- بركات بن يحيى (1722–1723)
- مبارك بن أحمد (1723–1724)
- عبدالله الثالث بن سعيد (1724–1731)
- محمد بن عبدالله (1731–1732)
- مسعود بن سعيد (1732–1733)
- محمد بن عبدالله (1733–1734)
- مسعود بن سعيد (1734–1752)
- مسعد بن سعيد الثاني (1752–1759)
- جعفر بن سعيد (1759–1760)
- مسعد بن سعيد الثاني (1760–1770)
- أحمد بن سعيد (1770)
- عبدالله الرابع بن حسين (1770–1773)
- سرور بن مساعد (1773–1788)
- عبد المعين بن مساعد (1788)
- غالب بن مساعد (1788–1803)
- يحيى بن سرور (1803–1813)
- غالب بن مساعد (1813–1827)
- عبد المطلب بن غالب (1827)
- محمد بن عبد المعين بن عون (1827–1836)
- مركز شاغر بسبب صعود الدولة السعودية الثانية
- محمد بن عبد المعين بن عون (1840–1851)
- عبد المطلب بن غالب (1851–1856)
- محمد بن عبد المعين بن عون (1856–1858)
- عبدالله كامل باشا بن محمد (1858–1877)
- حسين بن محمد (1877–1880)
- عبد المطلب بن غالب (1880–1882)
- عون الرفيق (1882–1905)
- علي باشا بن عبدالله (1905–1908)
- حسين باشا بن علي (1908–1916)
- علي حيدر باشا (1916)
- الحسين بن علي شريف مكة (1916–1925)
- علي بن حسين (1925)

## طالع أيضًا
- شرافة المدينة المنورة
- شريف مكة
- الدولة العثمانية في شبه الجزيرة العربية

## روابط خارجية
- ممالك العرب - الهاشميون